# 比比萨拉·阿索巴耶娃
比比萨拉·阿索巴耶娃（哈薩克語：Бибісара Асаубаева，2004年2月26日—）是一名哈萨克斯坦女子國際象棋选手。她曾是她所在年龄段的世界女子冠军。阿索巴耶娃拥有国际大师和女子特級大师称号  。